# Mixed martial arts

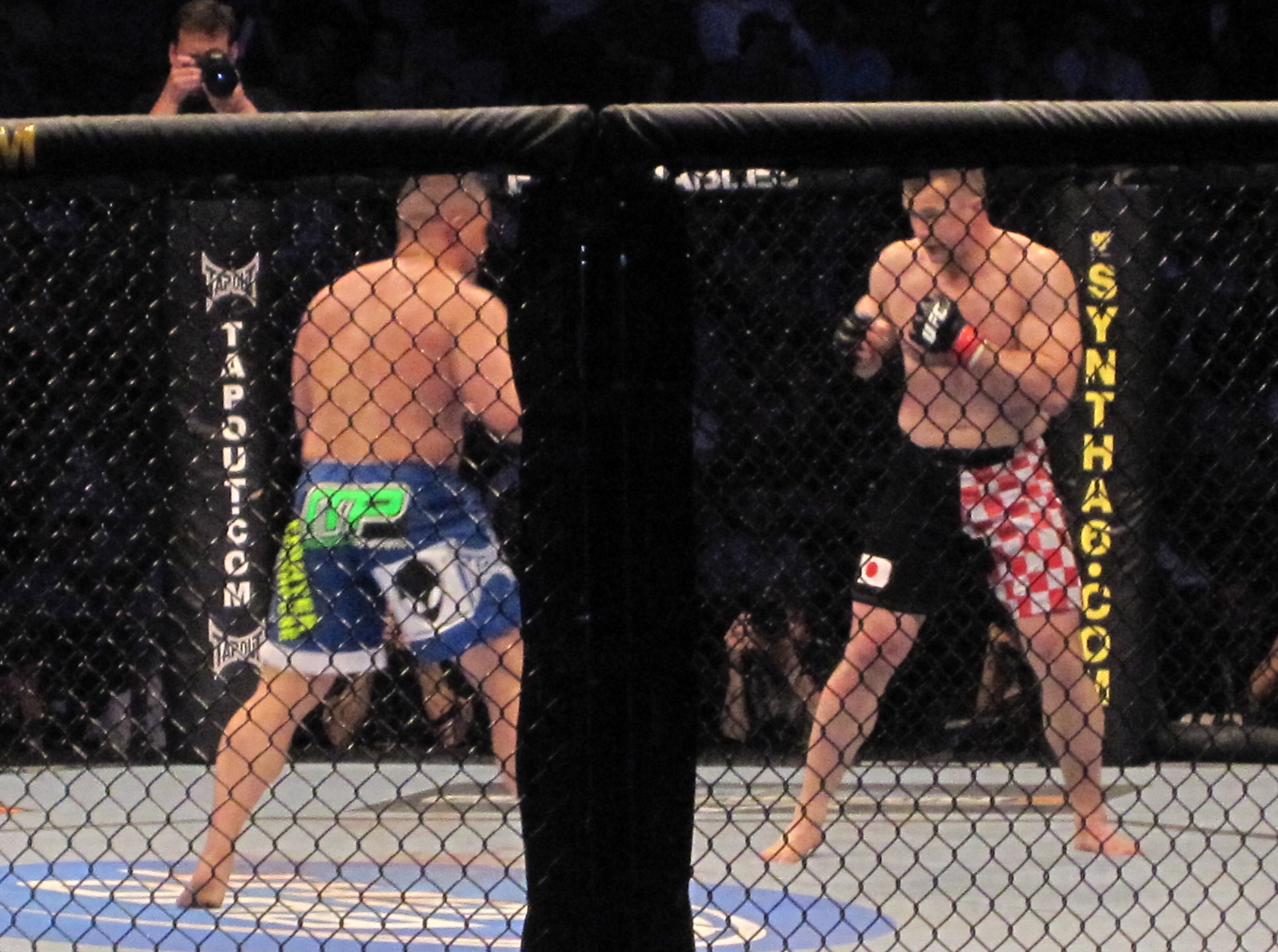
MMA-match mellan Mirko Filipović och Pat Barry vid UFC 115 i Vancouver den 12 juni 2010.

Mixed martial arts eller i dagligt tal ofta MMA är en sport med sparkar, slag, kast och markkamp med inriktning på fullkontakt. Till skillnad från många traditionella kampsporter, definieras inte MMA av hur utövaren skall genomföra en viss teknik, utan förklaras enklare av vad utövaren inte får göra.
Utövarna får i princip göra allt förutom "fula trix", peta i ögonen, slå/sparka i skrevet, nypas, bitas och dra i håret. Reglerna skiljer sig mellan olika organisationer. Exempel på olika organisationer: Ultimate Fighting Championship (UFC), The Zone FC och Pride.

## Regler
Förenklat kan några av de generella regler som definierar sporten sägas vara:
- Tillhyggen får ej användas.
- Nypa, klösa, bita, peta i ögon, slå/sparka i skrevet eller på halsen, trampa på den som ligger eller dra i håret med mera är ej tillåtet.
- En match består av ett antal tidsbegränsade ronder.

- Matcher kan avgöras genom:[1]
  - Submission: En fighter klappar tydligt i mattan eller på sin motståndare för att signalera att han ger upp. Han kan även ge upp verbalt.
  - Knockout (KO): En fighter ramlar efter ett lagligt slag eller spark och är medvetslös eller kan inte ögonblickligen fortsätta.
  - Teknisk knockout (TKO): Om en fighter inte kan fortsätta avbryts matchen via teknisk knockout. Det finns tre typer av tekniska knockouter:
    - domaren bryter: om en fighter inte kan försvara sig själv och/eller inte svarar på domarens uppmaningar att förbättra sin position bryter han matchen,
    - ringläkaren bryter: en ringläkare kan stoppa matcher på grund av skada, till exempel om en fighter blöder, det rinner in i ögonen och gör det svårt för honom att se.
    - hörnan bryter: en fighters hörna (tränare) kan bryta en match genom att signalera att hans fighter ger upp.

  - Domslut: Om en match går hela tiden ut avgör domarna vem som vinner:
    - enhälligt beslut: alla tre domare har fighter A som vinnare på poäng.
    - majoritetsbeslut: två domare har fighter A som vinnare medan den tredje domaren poängsätter matchen som oavgjord.
    - oenigt beslut: två domare har fighter A som vinnare medan den tredje har fighter B.
      - på samma sätt kan även matcherna sluta med enhälligt-, majoritets- eller oenigt oavgjort.

Matcher kan även sluta med "diskvalifikation", "no contest" eller "tekniskt domarbeslut."

## MMA:s historia

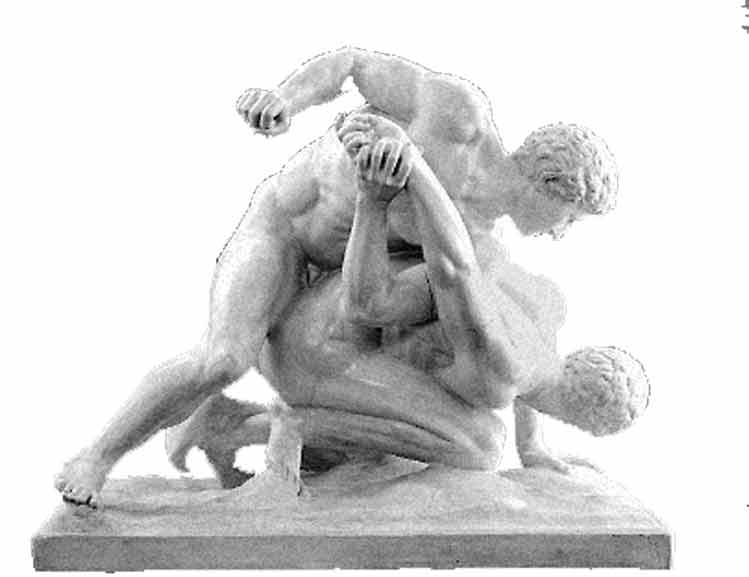
Pankration

En tidig form av MMA var pankration som var en olympisk sport i antikens Grekland. Pankration var med några få undantag helt regelfritt, förutom att man inte fick använda vapen. Sporten förbjöds när Grekland blivit kristet då den ansågs vara brutal.
MMA som sport fick ett uppsving igen på 1900-talet i Brasilien. Det kallades då för vale tudo vilket betyder ungefär "allt är tillåtet".
Intresset för MMA i USA tog fart år 1993 i form av turneringen Ultimate Fighting Championship (UFC). Det var Rorion Gracie från kampsportsfamiljen Gracie som startade organisationen. Familjen Gracie grundade jiu-jitsuformen Gracie Jiu-Jitsu. En tidig, ursprunglig form av Brasiliansk Jiu-Jitsu, och ville visa att jiu-jitsu var den mest effektiva kampsporten. De hade tidigare haft framgångar i den brasilianska vale tudon och även tidigare genom öppna utmaningar publicerade i tidningar där alla bjöds in att försöka bemästra Gracie jiu-jitsun.
De första UFC-evenemangen var åttamannaturneringar (med undantag för UFC 2 som var en sextonmanna) där kampsportsutövare från olika stilar skulle mötas nästan helt utan regler. Det enda förbjudna var att peta i ögonen och att bitas, allt annat var tillåtet. UFC visades på amerikansk pay-per-view. Royce Gracie som representerade familjen Gracie och deras kampstil, Gracie Jiu-Jitsu, vann tre av de fyra första UFC.
Anledningen till att familjen Gracie anordnade den första turneringen antas i dag vanligen vara att man bland annat ville framhäva att man med deras stil kunde "vinna över styrka med teknik" genom att Royce vanligen mötte något tyngre motståndare, eller något förkortat att deras stil Gracie Jiu-Jitsu var effektivt eller bättre än många andra stilar.

## Dagens MMA
Med tiden har MMA blivit ansett vara mer en renodlad sport, vissa attacker som anses farligare är ofta förbjudna beroende på regelverk, såsom till exempel slag mot bakhuvudet och attacker mot skrevet. Utövarna måste idag vanligen bära tandskydd, suspensoar och handskar. Man har infört ronder och poängdomare som ger poäng så att man kan utse en vinnare även om tiden går ut. Utövarna måste genomgå läkarkontroller både före och efter matcherna.
I dagligt språkbruk avses MMA främst blandningar av fullkontaktskampsporter som brottning, brasiliansk jiu-jitsu, judo, boxning och thaiboxning. MMA är inte en kampstil i samma mening som så kallade traditionella kampsporter, utan snarare beskrivningen på vad en utövare tränar för att ha så stor chans som möjligt i den typ av fullkontaktstävlingar som ibland kallas No Holds Barred (NHB).
Den mest välkända och branschdominerande organisationen i MMA är, och har länge varit, Ultimate Fighting Championship. Andra stora organisationer är ONE FC och Bellator. Många mindre organisationer har blivit uppköpta och upplösta av Ultimate Fighting Championship via deras moderbolag Zuffa.

## Organisationer
Bland organisationer som arrangerar matcher finns:
- Ultimate Fighting Championship, UFC: Nordamerika/världen (grundat 1993)
- ONE Championship: Sydostasien (grundat 2011).
- Bellator Fighting Championships: Nordamerika/världen (grundat 2008).
- K.O.T.C, King of the Cage: Nordamerika (grundat 1998).
- Superior Challenge: Sverige (grundat 2008)
- Brave Combat Federation: Bahrain (grundat 2016)

Andra exempel på välkända, men nu nedlagda organisationer är:
- The Zone FC: Sverige (2008–2015).
- EliteXC: Nordamerika (2006–2008).
- Affliction, Startat av klädmärket med samma namn: Nordamerika (2008–2009).
- Desert Force Championship: Arabvärlden (2010–2016).
- DREAM: Japan (2008–2012).
- World Victory Road: Japan (2007–2011).
- Bitetti Combat: Brasilien (2002–2014).

Organisationer som uppgått i eller köpts upp av Zuffa LCC (UFC:s moderbolag):
- Strikeforce ((1985–2013) endast kickboxning från 1985, MMA från 2006–2013)
- Cage Rage (2002–2008)
- World Extreme Cagefighting (2001–2010)
- Pride FC (1997–2007)
- IFL (2006–2008)